# ハードディスクドライブの歴史
ハードディスクドライブの歴史（ハードディスクドライブのれきし）では、ハードディスクドライブ (HDD) の歴史を記述する。

## 概要
最初の商用のハードディスクドライブは、1956年に出荷されたIBMのモデル350ディスク記憶装置に含まれたIBM 305 RAMACである。
長年、HDDは巨大で扱いにくい装置であり、（繊細さゆえに）厳しい工業環境や（大きな躯体や大消費電力ゆえに）小さな事務所や家庭で使われることはなく、データセンターや大きな事務所といったそれに適した保護された環境でのみ運用されていた。
1980年代の初期以前には、大半のハードディスクドライブは8インチ（正確には 210 - 190mm）または14インチのプラッター（円板）を持ち、装置用のラックまたは巨大な床スペースを必要とし（特に巨大なリムーバブルディスクドライブ装置は洗濯機と同等のサイズで）、多くの場合は巨大なモーターを動かすために三相交流などの電源を必要とした。このためハードディスクドライブがマイクロコンピュータで一般的に使われるようになったのは、1980年にシーゲイト・テクノロジーがST-506を開発して以降である。ST-506は最初の5.25インチのハードディスクドライブで、フォーマット後に5MBの容量だった。
ハードディスクドライブの容量は急速に拡大した。初期のパーソナルコンピュータ(PC)では1ドライブ当たり20MBの容量は大容量とされた。1990年代の半ばから後半にかけて、PCでは従来のテキストファイルや文書ファイルに加えて、画像や音楽やビデオなどのファイルも保存されるようになり、内蔵のハードディスクドライブの容量は8～20GBとなった。2025年現在では、デスクトップPCのハードディスクドライブの主流は8TB～24TBである。

## 1950年代 - 1970年代
IBM 350ディスクファイルは、Reynold Johnsonにより発明され、1956年にIBM 305 RAMACコンピュータの一部として発表された。このドライブは50枚の24インチのプラッターを持ち、合計で500万文字を格納できた。1つのヘッドアセンブリー（部品）は2個のヘッドを持ち、全てのプラッターにアクセスしたが、平均アクセス時間は非常に遅く1秒未満だった。
IBM 1301ディスク記憶装置は、1961年に発表され、ヘッドが各記憶面の上を空力的に自力浮上するフライングヘッドを導入した。
最初のリムーバブルディスク装置はIBM 1311で、200万文字を格納できる IBM 1316 ディスクパックを使用した。
1973年には、IBMはIBM 3340 "ウィンチェスター" ディスクドライブを発表したが、記憶メディアへのヘッドのアクセスを円滑化して削減し、商業的に大成功した。現在の全てのディスクドライブは、この技術や派生技術を使用している。

## 1980年代 - 1990年代
1980年代には内蔵ドライブ搭載がPCの選択肢の1つとなった。1980年代の大半のマイクロコンピュータのハードディスクドライブは、より大きい部品（例えばCorvus Disk SystemやApple ProFile）の一部としてOEM供給された。IBM PC/XTは標準で10MBの内蔵ハードディスクドライブを搭載したが、これは "ベア" （裸の）ドライブを通販などで購入して、システムへ直接組み込むという潮流の始まりともなった。1つの興味深い例外はApple Computerが1984年に発表した10MBの"widget"独自HDDだが、1年後にはLisaと共に販売停止となった。
外付けのハードディスクドライブは、長年にわたり多くのプラットフォームで人気を保った。アップルコンピュータの1986年から1998年の間のMacintosh（一部のPowerBookを除く）には、背面にSCSIポートを持ち外部拡張が容易だった。また "トースター" と呼ばれた初期の一体型Macintoshは、簡単にハードディスクドライブを増設できるドライブベイを持っていなかったが、これらのモデルでも外部SCSIディスクが唯一の妥当な拡張オプションとなった。
IBM PC互換機では、SCSIの他に安価なIDE、ATA（IBM ATとも呼ばれる）などが普及した。また企業向けの大型のディスク装置では、ファイバーチャネルを使用したストレージエリアネットワーク (SAN) や、多数の小型のHDDをRAIDなどの技術で巨大なディスクアレイを構成して使用する事などが一般化した。

## 2000年代 - 現在
2003年、SATA（シリアルATA）の導入により、ATAインターフェースはPATA（パラレルATA）に名称変更された。
ソリッドステートドライブ（SSD）の普及により記録媒体のシェアが低下していたが、2020年代に入り熱アシスト記録などの新技術による大容量化とデータセンター向けの増加に伴いシェアが回復しつつある。

## 年表

### 1950年代 - 1990年代
ディスクの潮流やHDDの市場分析は以下を参照。
- Five Decades Of Disk Drive Industry Firsts[5]

### 1980年代 - 1990年代
- 1980 - 世界初のギガバイト容量のディスクドライブであるIBM 3380。冷蔵庫のサイズで、重量は5,565ポンド（約250 kg）、価格は$97,650-$142,200 (Model A)。
- 1980 - Seagate Technology ST-506
- 1986 - ATA（Advanced Technology Attachment）の発表
- 1986 - SCSIの標準化
- 1989 - UCSD の Jimmy Zhu と H. Neal Bertram が薄膜記憶メディアのための技術を提案（現在も使用されている）
- 1991 - 2.5インチ、100MBのHDD
- 1991 - PRML Technology によるアルゴリズム
- 1992 - 最初の1.3インチHDD（HP Kittyhawk ）
- 1994 - IBMの Laser Textured Landing Zones (LZT) 発表
- 1996 - IBMの GMR (Giant MR) 技術の発表
- 1998 - UltraDMA/33 と ATAPI の標準化
- 1999 - IBMの マイクロドライブ （170MB、340MB）の発表

### 2000年代 - 現在
- 2002 - 137GBのアドレッシングスペースの制約が取り払われた
- 2003 - SATA（シリアルATA） の発表
- 2005 - 初めての 500GB HDDの出荷（日立グローバルストレージテクノロジーズ）
- 2005 - シリアルATA 3G の標準化
- 2005 - シーゲイト・テクノロジーの Tunnel MagnetoResistive Read Sensor (TMR) と Thermal Spacing Control の発表
- 2005 - 高速なSAS(Serial Attached SCSI)の発表
- 2005 - 初の 垂直磁気記録方式 HDD の出荷（東芝、1.8インチ、40/80GB）[6]
- 2006 - 初の 750GB HDD （シーゲイト・テクノロジー）
- 2006 - 垂直磁気記録方式を使用した初の 200 GB 2.5インチ HDD （東芝）
- 2006 - 富士通が 熱アシスト磁気記録（英語版）を開発（1平方インチ当たりテラビットの記憶容量達成が期待される）[7]
- 2007 - 初の 1TB HDD[8] （日立グローバルストレージテクノロジーズ）
- 2008 - 初の 1.5TB HDD[9] （シーゲイト・テクノロジー）
- 2009 - 初の 2TB HDD[10] （ウェスタン・デジタル）
- 2010 - 初の 3TB HDD （ウェスタン・デジタル）
- 2011 - 初の 4TB HDD （日立グローバルストレージテクノロジーズ）
- 2013 - 初の ヘリウムを充填した 6TB HDD （HGST）
- 2014 - 初の 10TB(ヘリウム封入) HDD （HGST）
- 2017 - 初の 12TB(ヘリウム封入) HDD （HGST）
- 2018 - 初の 14TB(ヘリウム封入) HDD （Seagate）[11]
- 2019 - 初の 20TB(ヘリウム封入) HDD （Western Digital）[12][13]
- 2022 - 初の26TBHDD（Western Digital）[14]
- 2023 - 初の30TBHDD （Seagate）[15]
- 2025 - 初の HAMR (Heat-Assisted Magnetic Recording) 方式を使用したHDD の出荷（Seagate、16/20/24TB）[16]

## 参照
1. ↑  Ramac History May2005 Archived 2007年9月28日, at the Wayback Machine.
2. ↑  IBM Archives: IBM 1301 disk storage unit
3. ↑  IBM Archives: IBM 3340 direct access storage facility
4. ↑  “HDD再成長 大容量化でソニーや日東電工に恩恵”. 日本経済新聞 (2024年6月18日). 2024年8月20日閲覧。
5. ↑  Five decades of disk drive industry firsts
6. ↑  Press Releases 14 December, 2004 | News | Toshiba
7. ↑  http://www.tgdaily.com/content/view/30024/135/
8. ↑  Hitachi introduces 1-Terabyte Hard Drive
9. ↑  Seagate Powers Next Generation Of Computing With Three New Hard Drives, Including World's First 1.5-Terabyte Desktop PC And Half-Terabyte Notebook PC Hard Drives
10. ↑  WD launches industry's first 2 TB hard drives
11. ↑  “Seagate、ヘリウム充填方式採用の14TB HDD「Exos X14」サンプル出荷開始”.   エルミタージュ秋葉原 (2018年3月20日). 2018年10月24日閲覧。
12. ↑  “WD、新技術で面記録密度を高めた20TB HDDをサンプル出荷”.   Impress Watch (2019年12月24日). 2020年4月17日閲覧。
13. ↑  “Western Digital設立から50年、20TB超の時代へと突き進むHDDの過去・現在・未来”.   Impress Watch (2020年3月31日). 2020年4月17日閲覧。
14. ↑  “WD、容量26TBを実現したデータセンター向けHDD”.   PC Watch(2022年5月10日). 2023年7月24日閲覧。
15. ↑  “Seagate、熱アシスト技術による30TB超のHDDを出荷開始”.   PC Watch(2023年4月24日). 2023年7月24日閲覧。
16. ↑  HDDの書き込み技術が20年ぶりに変わる。Seagateがいち早く製品化した「HAMR」技術とは